# Dorothea Pertz
Dorothea Pertz FLS (14 de março de 1859 - 6 de março de 1939) foi uma botânica britânica. Foi coautora de cinco artigos com Francis Darwin, filho de Charles Darwin. Foi constituída membro da Sociedade Linneana, entre as primeiras mulheres admitidas à adesão.
Dorothea Pertz nasceu em Londres em 14 de março de 1859, filha de Georg Heinrich Pertz e da sua segunda esposa, Leonora Horner, filha de Leonard Horner, que era um intelectual progressista e um firme seguidor do darwinismo, um facto notável na sua vida. Cresceu numa família onde as mulheres eram bem educadas e intelectualmente ativas; Uma das suas tias era a botânica Katharine Murray Lyell, que era biógrafa de Charles Lyell, o seu cunhado.
Através de ligações familiares, conheceu muitos naturalistas proeminentes, incluindo Darwin. Passou a maior parte da sua juventude em Berlim, onde o seu pai era bibliotecário real, embora visitassem a Inglaterra todos os anos. Após a morte do pai, em 1876, Pertz mudou-se para Florença com a sua mãe. Mais tarde regressou a Inglaterra e em 1882 foi admitida no Newnham College, em Cambridge. Passou um ano em Itália antes de regressar a Cambridge em 1884. E, nesse ano, participou num dos Cursos de Tripos de Ciências Naturais, incluindo botânica, e obteve honras de classe. Assim que as mulheres foram autorizadas a obter diplomas, ela tirou o mestrado em 1932.
Em seguida, realizou estudos em fisiologia vegetal, trabalhando com a supervisão de Francis Darwin, um leitor da universidade.
De 1892 a 1912 publicou com Darwin cinco artigos; durante esse período, colaborou também com William Bateson, e publicou conjuntamente um papel, sobre herança em Veronica. Ela também produziu dois papéis independentemente. Em 1905, foi eleita membro da Sociedade Linneana de Londres. Ela também produziu dois papéis independentemente. Em 1905, foi eleita membro da Sociedade Linneana de Londres, entre as primeiras mulheres admitidas como membros efetivos, embora não tenha participado no movimento que defende a adesão das mulheres a membro. Depois de Darwin se ter reformado, Pertz foi encorajado por Frederick Blackman a realizar pesquisas em tecido meristeático, mas após um ano de observações de germinação de sementes os seus resultados foram inconclusivos. Abandonou a investigação, possivelmente por desilusão. "Embora Agnes Arber tenha afirmado que "chegou a reconhecer que a fisiologia vegetal do século XX se desenvolveu em linhas muito divergentes daquelas em que tinha sido educada e que exigia uma compreensão da matemática, da física, da química, que ela não possuía".
Depois de Pertz desistir da pesquisa, a sugestão do blackman trabalhou na indexação da literatura alemã sobre fisiologia vegetal, incluindo as revistas Biochemische Zeitschrift e Zeitschrift für Physiologische Chemie. Apesar da dificuldade da tarefa, completou o índice até 1935. Entre 1923 e 1936, forneceu ilustrações para a sua amiga Edith Rebecca Saunders, em anatomia floral, e tanto o papel como as ilustrações foram muito respeitadas. Pertz fez grande parte do seu trabalho, ad honorem, por paixão pela ciência, e nunca teve um contrato formal em Newnham ou na universidade. Também fez trabalho de caridade, incluindo trabalho como massagista num hospital em Cambridge durante a Primeira Guerra Mundial.
Após vários anos de doença, Dorothea Pertz morreu em Cambridge em 6 de março de 1939. Foi cremada no cemitério de Brookwood.